# ستيوارت سميث
ستيوارت سميث (بالإنجليزية: Stuart Lyon Smith)‏ (و. 1938 – م) هو طبيب نفسي، وسياسي، من كندا، ولد في مونتريال.

## مناصب
تولى منصب زعيم المعارضة ‏ (1977–1981)، وعضو برلمان مقاطعة أونتاريو (1975–1982).

## التعليم
تعلم في جامعة مكغيل.

## مناصب وهيئات
أدار جامعة ماكماستر.